# Hjelmborg
Hjelmborg var en svensk adelsätt, som adlades 1705, introducerades på Sveriges Riddarhus 1706, och tros varit utdöd 1787.
Gabriel Hansson Borgman var en informator och europeisk diplomat vilken adlades 1705.  Han var gift 1705 med Sigrid Cronsköld dotter till kammarrådet Brynte von Ens, adlad Cronsköld, och friherrinnan Anna Catharina född Fleming af Liebelitz.
Hans sonson Carl Christian Baltasar Hjelmborg, född 1770 och son till Christian Niklas Hjelmborg och Agneta Eleonora von Staffeldt, avled 1787 på Vesslingbyholm och slöt ätten på svärdssidan.